# مارکیتو (بازیکن فوتبال، زاده ۱۹۸۷)
مارکیتو (انگلیسی: Marquitos؛ زادهٔ ۲۱ مارس ۱۹۸۷) بازیکن فوتبال اهل اسپانیا است.
از باشگاه‌هایی که در آن بازی کرده‌است می‌توان به باشگاه فوتبال خرز، باشگاه فوتبال رکریتیوو اوئلوا، باشگاه فوتبال رئال سوسیداد، باشگاه فوتبال رئال وایادولید، باشگاه فوتبال سابادل، باشگاه فوتبال پومفرادینا، و باشگاه فوتبال ویارئال اشاره کرد.
وی همچنین در تیم‌های ملی فوتبال زیر ۱۶ سال اسپانیا، زیر ۱۷ سال اسپانیا، زیر ۱۹ سال اسپانیا، و زیر ۲۰ سال اسپانیا بازی کرده‌است.